# 申朝紀
申朝紀（？—1648年），遼東都指揮使司（今遼寧省遼陽市），漢軍鑲藍旗人，清朝軍事將領。
天聰八年，授刑部啟心郎。順治元年，授河南河北道，駐懷慶，抵禦李自成部隊進犯。順治二年，升任江南布政使，擢山西巡撫，治軍嚴明。順治四年，平定陽城民王希堯、賈國昌等叛亂。后升任宣大山西總督。順治五年去世。

## 延伸阅读
[在维基数据编辑]
 《清史稿/卷240》，出自趙爾巽《清史稿》